# Haiderbauerbach
Der Haiderbauerbach ist ein rund 0,7 Kilometer langer rechter Nebenfluss des Liebochbaches in der Steiermark. Er entspringt nordwestlich des Hauptortes von Stiwoll und mündet nördlich davon, in der Nähe der L336, in den Liebochbach.